# Daniel Aka Ahizi
Daniel Aka Ahizi, né le 11 décembre 1953 à Bingerville, est un homme politique de Côte d'Ivoire, membre du Parti ivoirien des travailleurs. Il est secrétaire national chargé des finances et de la mobilisation des ressources au PIT et ministre de l'Environnement des eaux et des forêts de 2007 à 2010, dans le gouvernement Soro I poste qu'il occupait déjà dans le gouvernement Konan Banny II.